# Americké hlavní město kultury
Titul Americké hlavní město kultury byl založen v roce 1997 „Organizací amerických hlavních kulturních měst“ a od roku 1999 je každoročně propůjčován jednomu z měst. Vzor projektu byl titul Evropské hlavní město kultury. Doposud byla zvolena pouze latinskoamerická města.
Hlavní snahy projektu jsou zejména:
- snaha o kulturní integraci amerických zemí
- snaha sblížit lidi jednotlivých národností, lépe se navzájem poznat se všemi odlišnostmi kultury, náboženství a sdílet kulturní dědictví
- prezentovat kandidátská města v Americe i na jiných kontinentech

## Seznam amerických hlavních měst kultury
- 2000 – Mérida (Mexiko)
- 2001 – Iquique (Chile)
- 2002 – Maceió (Brazílie)
- 2003 – Ciudad de Panamá (Panama) a Curitiba (Brazílie)
- 2004 – Santiago (Chile)
- 2005 – Guadalajara (Mexiko)
- 2006 – Córdoba (Argentina)
- 2007 – Cuzco (Peru)
- 2008 – Brasília (Brazílie)
- 2009 – Asunción (Paraguay)
- 2010 – Santo Domingo (Dominikánská republika)
- 2011 – Quito (Ekvádor)
- 2012 – São Luís (Brazílie)
- 2013 – Barranquilla (Kolumbie)
- 2014 – Colima (Mexiko)
- 2015 – Mayagüez (Portoriko)
- 2016 – Valdivia (Chile)
- 2017 – Mérida (Mexiko)
- 2018 – Anzoátegui (Venezuela)
- 2019 – San Miguel de Allende (Mexiko)
- 2020 – Punta Arenas (Chile)
- 2021 – Zacatecas (Mexiko)
- 2022 – Ibagué (Kolumbie)